# أكسل جودبراند بليت
أكسل جودبراند بليت (19 مايو 1843 - 18 يوليو 1898) أستاذ وعالم نبات وجيولوجي نرويجي. ألف عددًا من الكتب المتعلقة بالنباتات في النرويج. اشتهر بدوره في تطوير نظرية بليت-سيرناندر للتغير المناخي. 

## حياته
وُلد بليت في كريستيانيا (أوسلو حاليًا) بالنرويج. وهو ابن ماتياس نومسن بليت [الإنجليزية] (1789-1862) وأمبروسيا هنريكسن (1822-1900). كان والده أستاذًا بارزًا في علم النبات في جامعة رويال فريدريك (جامعة أوسلو اليوم). حصل على شهادة من جامعة رويال فريدريك عام 1860. بعد وفاة والده في عام 1862 واصل ما كان يعمله والده مع النباتات في النرويج. عمل بليت في جامعة أوسلو من عام 1865 في البداية كمحافظ ، ثم من عام 1880 كأستاذ. في عام 1869 حصل على الميدالية الذهبية لولي العهد.  
مستندًا جزئيًا إلى أعمال والده، نشر بليت كتابًا بعنوان: نباتات النرويج (Norges Flora) في مجلدين خلال عامي 1874 و 1876. كما ألف كتاب آخر بعنوان (مقال عن هجرة النباتات النرويجية) عام 1876 والذي قرأه تشارلز داروين وتأثر به. توفي بليت في أوسلو عام 1898. تم الانتهاء من عمله: كتيب نباتات النرويج (Haandbog i Norges flora) ونشره بعد وفاته عالم النبات أوفه داهل خلال عام 1906. 